# Spånga-Tensta stadsdelsområde
Spånga-Tensta var ett stadsdelsområde i Västerort inom Stockholms kommun och hade 39 185 invånare den 31 december 2021. Stadsdelsområdet uppgick 1 juli 2023 i Järva stadsdelsområde.
Stadsdelsområdet omfattade stadsdelarna Bromsten, Flysta, Solhem, Lunda, Sundby och Tensta.  Det sistnämnda området byggdes under miljonprogrammet. I villaområdena (Bromsten, Flysta, Solhem och Sundby) bor en stor del av Stockholms höginkomsttagare.  
Stadsdelsnämnden startade sin verksamhet den 1 januari 1997 som en av 24 stadsdelsområden.